# 福原広頼
福原 広頼（ふくばら ひろより、天和3年（1683年） - 正徳4年3月11日（1714年4月24日））は、長州藩永代家老・宇部領主福原家16代。
父は福原広俊。母は内藤就勝養女。弟は福原広泰。正室は宍戸就宗の娘。通称は権平、和泉、隠岐。

## 生涯
天和3年（1683年）長州藩家老福原広俊の子として生まれる。元禄8年（1695年）父の死去により家督相続。藩主・毛利吉広より偏諱を受けて広頼と名乗る。元禄10年（1697年）領内琴崎八幡宮の社殿を修復する。正徳元年（1711年）中御門天皇即位式の祝賀使を務める。
正徳4年（1714年）3月11日卒。享年32。家督は大野毛利家に養子入りしていた弟の毛利広為（福原広泰）が帰家して相続した。